# The One Tour
The One Tour – druga światowa trasa koncertowa Eltona Johna, która promowała 23. studyjny album piosenkarza The One i odbyła się na przełomie 1992 i 1993 r.
W 1992 r. odbyło się 37 koncertów w Europie, 41 w USA oraz po 2 w Meksyku i Argentynie.
W 1993 r. odbyło się 18 koncertów w Oceanii, 6 w Azji, 19 w Ameryce Północnej i 23 w Europie.

## Program koncertów

### Koncerty w 1992

#### Wczesne koncerty w Europie
1. „Don't Let The Sun Go Down On Me”
2. „I'm Still Standing”
3. „I Guess That's Why They Call It The Blues”
4. „Philadelphia Freedom”
5. „Burn Down the Mission”
6. „Simple Life”
7. „The One”
8. „I Don’t Wanna Go On With You Like That”
9. „Mona Lisas And Mad Hatters Part 1 & 2”
10. „Sorry Seems to be the Hardest Word”
11. „Daniel”
12. „The Last Song”
13. „Funeral For A Friend"/"Love Lies Bleeding”
14. „Sad Songs (Say So Much)”
15. „Rocket Man”
16. „Saturady Night Alright (For Fighting)”

#### Anglia
1. „Philadelphia Freedom”
2. „Burn Down the Mission”
3. „Simple Life”
4. „The One”
5. „I'm Still Standing”
6. „Mona Lisas And Mad Hatters Part 1 & 2”
7. „Sorry Seems to be the Hardest Word”
8. „Daniel”
9. „Blue Avenue”
10. „Sad Songs (Say So Much)”
11. „Rocket Man”
12. „The Show Must Go On” (cover Queen)
13. „Saturday's Night Alright for Fighting”
14. „Sacrifice”
15. „Candle in the Wind"

#### Późniejsze koncerty w Europie
1. „Don't Let the Sun Go Down on Me”
2. „I'm Still Standing”
3. „I Guess That's Why They Call It Blues”
4. „Tiny Dancer”
5. „Philadelphia Freedom”
6. „Burn Down the Mission”
7. „Simple Life”
8. „The One”
9. „I Don’t Wanna Go On with You Like That”
10. „Mona Lisa and Mad Hatters Parts 1 & 2”
11. „Sorry Seems to be the Hardest Word”
12. „Daniel”
13. „Blue Avenue”
14. „The Last Song”
15. „Funeral for a Friend"/"Love Lies Bleeding”
16. „Sad Songs Say So Much”
17. „The Show Must Go On”
18. „Saturday's Night Alright for Fighting”
19. „Sacrifice”
20. „Song For Guy”
21. „Your Song"

#### USA
1. „Don't Let The Sun Go Down on Me”
2. „I'm Still Standing”
3. „I Guess That's Why Call They It The Blues”
4. „Philadelphia Freedom”
5. „Runaway Train”
6. „Burn Down the Mission”
7. „Tiny Dancer”
8. „Simple Life”
9. „The One”
10. „I Don’t Wanna Go On with You Like That”
11. „Mona Lisas and Mad Hatters Parts 1 & 2”
12. „The Last Song”
13. „Funeral for a Friend"/"Love Lies Bleeding”
14. „Rocket Man”
15. „All the Girls Love Alice”
16. „Sad Songs (Say So Much)”
17. „The Show Must Go On”
18. „Saturday's Night Alright for Fighting”
19. „The Bitch Is Back”
20. „Candle in the Wind”
21. „Your Song"

### Koncerty w 1993

#### USA
1. „Pinball Wizard” cover (The Who)
2. „The Bitch Is Back”
3. „Take Me to the Pilot”
4. „I Guess That's Why They Call It the Blues”
5. „Philadelphia Freedom”
6. „Empty Garden (Hey Hey Johnny)”
7. „Simple Life”
8. „The One”
9. „I Don’t Wanna Go On With You Like That”
10. „Mona Lisas & Mad Hatters part 1 & 2”
11. „Come Down in Time”
12. „A Woman's Needs”
13. „High Flying Bird”
14. „Captain Fantastic and the Brown Dirt Cowboy”
15. „Funeral for a Friend"/"Love Lies Bleeding”
16. „Rocket Man”
17. „Bennie and the Jets”
18. „The Show Must Go On”
19. „Saturday's Night Alright For Fighting”
20. „Don't Let The Sun Go Down On Me”
21. „Candle In The Wind”
22. „The Last Song"

#### Europa
1. „Pinball Wizard”
2. „The Bitch Is Back”
3. „Take Me to the Pilot”
4. „I Guess That's Why They Call It the Blues”
5. „Philadelphia Freedom”
6. „Empty Garden (Hey Hey Johnny)”
7. „Simple Life”
8. „The One”
9. „I Don’t Wanna Go On with You Like That”
10. „Mona Lisas and Mad Hatters Part 1 & 2”
11. „Come Down in Time”
12. „Sorry Seems to be the Hardest Word”
13. „The Last Song”
14. „Funeral For A Friend"/"Love Lies Bleeding”
15. „Rocket Man”
16. „Bennie and the Jets”
17. „Sad Songs (Say So Much)”
18. „The Show Must Go On”
19. „Saturday's Night Alright For Fighting”
20. „Don't Let The Sun Go Down On Me”
21. „Jumping Jack Flash”
22. „Your Song”
23. „Sacrifice"

## Lista koncertów

### Koncerty w 1992

#### Europa
- 26 i 27 maja – Oslo, Norwegia – Oslo Spektrum
- 29 maja – Sztokholm, Szwecja – Stockholm Stadium
- 31 maja – Kopenhaga, Dania – Østerbro Stadium
- 1 i 2 czerwca – Dortmund, Niemcy – Westfalenhallen
- 4 czerwca – Frankfurt, Niemcy – Festhalle Frankfurt
- 6 czerwca – Nürbugring, Niemcy – Rock Am Ring
- 7 czerwca – Brema, Niemcy – Weserstadion
- 9, 10 i 12 czerwca – Monachium, Niemcy – Olympiahalle
- 13 czerwca – Wiedeń, Austria – Prater Stadium
- 15 i 16 czerwca – Berlin, Niemcy – Waldbuhne Amphitheatre
- 17 czerwca – Nîmes, Francja – Arena of Nîmes
- 18 czerwca – Paryż, Francja – Hippodrome de Vincennes
- 19 czerwca – Rotterdam, Holandia – Feijenoord Stadion
- 21 i 22 czerwca – Sheffield, Anglia – Sheffield Arena
- 26, 27 i  28 czerwca – Londyn, Anglia – Wembley Arena
- 30 czerwca – Birmingham, Anglia – National Indoor Arena
- 1 lipca – Bruksela, Belgia – Forest National
- 3 lipca – Lozanna, Szwajcaria – Pontaise Stadium
- 4 lipca – Basel, Szwajcaria – St. Jakob-Stadion
- 6 lipca – Bolonia, Włochy – Stadio Renato Dall'Ara
- 8 lipca – Rzym, Włochy – Stadio Olimpico
- 10 lipca – Monza, Włochy – Stadio Branteo
- 11 i 12 lipca – Nîmes, Francja – Arena of Nîmes
- 13 lipca – Madryt, Hiszpania – Plaza de Toros Madrid
- 15 lipca – Sewilla, Hiszpania – Betis Stadium
- 16 lipca – Lizbona, Portugalia – Estádio do Restelo
- 18 lipca – Oviedo, Hiszpania – Oviedo Stadium
- 19 lipca – A Coruña, Hiszpania – La Corunna Real Stadium
- 21 lipca – Barcelona, Hiszpania – Barcelona Stadium

#### Ameryka Północna
- 11 i 12 sierpnia – Atlanta, Georgia, USA – Lakewood Amphitheater
- 14 sierpnia – Charlotte, Karolina Północna, USA – Blockbuster Pavillion
- 15 sierpnia – Raleigh, Karolina Północna, USA – Walnut Creek Amphitheater
- 17 sierpnia – Cuyahoga Falls, Ohio, USA – Blossom Music Center
- 19 sierpnia – Toronto, Kanada – SkyDome
- 21 i 22 sierpnia – Nowy Jork, Nowy Jork, USA – Madison Square Garden
- 24 sierpnia – Cincinnati, Ohio, USA – Riverbend Music Center
- 25 i 26 sierpnia – Houston, Teksas, USA – Mitchell Pavillion
- 29 i 30 sierpnia – Los Angeles, Kalifornia, USA – Dodger Stadium
- 2 września – Denver, Kolorado, USA – Fiddlers Green Amphitheater
- 4 września – St. Louis, Missouri, USA – Riverport Amphitheatre
- 5 września – Noblesville, Indiana, USA – Deer Creek Music Center
- 6 września – Nashville, Tennessee, USA – Starwood Amphitheatre
- 11 i 12 września – Chicago, Illinois, USA – Poplar Creek Music Theater
- 13 września – Burgettstown, Pensylwania, USA – Star Lake Amphitheater
- 15, 16 i 18 września – Mansfield, Massachusetts, USA – Woods Performings Arts Center
- 19 i 20 września – Columbia, Maryland, USA – Merriweather Post Pavillion
- 22 i 23 września – Filadelfia, Pensylwania, USA – The Spectrum
- 25 września – Albany, Nowy Jork, USA – Knickerbocker Arena
- 26 września – Syracuse, Nowy Jork, USA – Carrier Dome
- 1 października – Hartford, Connecticut, USA – Hartford Civic Center
- 2, 3, 5, 7 i 9 października – New York City, Nowy Jork, USA – Madison Square Garden
- 16 października – Auburn Hills, Michigan, USA – The Palace of Auburn Hills
- 23 października – Austin, Teksas, USA – Frank Erwin Center
- 25 października – Dallas, Teksas, USA – Starplex Amphitheater
- 30 października – Oakland, Kalifornia, USA – Oakland Coliseum Arena
- 2 i 4 listopada – Los Angeles, Kalifornia, USA – Great Western Forum

#### Ameryka Łacińska
- 13 listopada – Meksyk, Meksyk – Estadio Azteca (dwa koncerty)

#### Ameryka Południowa
- 21 i 22 listopada – Buenos Aires, Argentyna – River Plate Stadium

### Koncerty w 1993

#### Oceania
- 13 lutego – Auckland, Nowa Zelandia – Mount Smart Stadium
- 16, 17, 19 i 20 lutego – Melbourne, Australia – National Tennis Centre
- 23 i 24 lutego – Perth, Australia – Entertainment Centre
- 26 i 27 lutego – Adelaide, Australia – Entertainment Centre
- 1 i 2 marca – Brisbane, Australia – Entertainment Centre
- 4, 5, 6, 8, 9, 12 i 13 marca – Sydney, Australia – Entertainment Centre

#### Azja
- 16, 17, 19 i 20 marca – Hongkong, Chiny – Hong Kong Coliseum
- 23 i 24 marca – Kallang, Singapur – Singapore Indoor Stadium

#### USA iKanada
- 9 kwietnia – Landover, Maryland, USA – Capital Centre
- 10 kwietnia – Filadelfia, Pensylwania, USA – The Spectrum
- 13 i 14 kwietnia – Montreal, Kanada – Montreal Forum
- 16 i 17 kwietnia – Boston, Massachusetts, USA – Boston Garden
- 20 kwietnia – Dayton, Ohio, USA – Nutter Center
- 21 kwietnia – Milwaukee, Wisconsin, USA – Bradley Center
- 23 kwietnia – Pittsburgh, Pensylwania, USA – Civic Arena
- 24 kwietnia – Auburn Hills, Michigan, USA – The Palace of Auburn Hills
- 25 kwietnia – Buffalo, Nowy Jork, USA – Buffalo Memorial Auditorium
- 27 kwietnia – New York City, Nowy Jork, USA – Madison Square Garden
- 30 kwietnia – Lexington, Kentucky, USA – Memorial Coliseum
- 1 maja – Knoxville, Tennessee, USA – Thompson-Bolling Arena
- 3 i 4 maja – Orlando, Floryda, USA – Orlando Arena
- 5 maja – Miami, Floryda, USA – Miami Arena
- 7 maja – Chapel Hill, Karolina Północna, USA – Dean Smith Center
- 8 maja – Atlanta, Georgia, USA – The Omni

#### Europa
- 12 i 13 maja – Londyn, Anglia – Earls Court
- 15 i 16 maja – Dortmund, Niemcy – Westfalenhallen
- 18 maja – Gandawa, Belgia – Flanders Expo
- 19 maja – Strasburg, Francja – Rhenus Sport
- 21 i 22 maja – Frankfurt, Niemcy – Festhalle Frankfurt
- 24, 25, 26 i 27 maja – Paryż, Francja – Bercy
- 30 maja – Hanower, Niemcy – Garbsen
- 31 maja – Nuremberg, Niemcy – Nuremberg Stadion
- 2 i 3 czerwca – Zurych, Szwajcaria – Hallenstadion
- 4 czerwca – Salzburg, Austria – Residenplatz
- 6 czerwca – Mediolan, Włochy – The Forum
- 7 czerwca – Barcelona, Hiszpania – Palau Sant Jordi
- 8 czerwca – Walencja, Hiszpania – Valencia Stadium
- 10 czerwca – Marbella, Hiszpania – Marbella Stadium
- 12 czerwca – Teneryfa, Hiszpania – Tenerife Stadium
- 17 czerwca – Tel Awiw, Izrael – park ha-Jarkon
- 18 czerwca – Ateny, Grecja – Athens Stadium
- 20 czerwca – Stambuł, Turcja – Istanbul Stadium